# Кестанты
Кестанты — река в России, протекает в Чегемском и Эльбрусском районах Кабардино-Балкарской Республики. Длина реки составляет 28 км, площадь водосборного бассейна 146 км².
Начинается при слиянии нескольких ручьёв, стекающих с восточного склона горы Кавартыбаши. От истока течёт в общем северном направлении у подножия гор Кюйгенкая, Устур, Згирасырце. Устье реки находится в 111 км по правому берегу реки Баксан в селе Былым. В среднем течении протекает через берёзовый лес.
Основные притоки — река Зыдачит (лв) и ручей в урочище Кюл-Чегет (пр).

## Данные водного реестра
По данным государственного водного реестра России относится к Западно-Каспийскому бассейновому округу, водохозяйственный участок реки — Баксан, без реки Черек. Речной бассейн реки — реки бассейна Каспийского моря междуречья Терека и Волги.
Код объекта в государственном водном реестре — 07020000712108200004598.